# Miguel Vallejo
Miguel Vallejo Ramírez (n. 25 de diciembre de 1971, Ciudad de México, México) es un actor, escritor y comediante mexicano.

## Biografía
Empezó su carrera como actor a los 7 años hizo un comercial y a los 15 entró a estudiar en la escuela de actuación de Ofelia Guilmáin.

## Filmografía
- La Familia P.Luche (2002)... Miembro de la banda del secuestro express (1 episodio, actor y escritor).
- Permítame Tantito (2003)... Varios personajes.
- Rubí (2004)
- Sueños y Caramelos (2005)
- Incógnito (2006-2007)... Varios personajes (Untranseúnte, Jaime Duende el Mesero,Vendedor de Seguros,otros).
- ¡Qué Madre, Tan Padre! (2006)
- Yo Amo a Juan Querendón (2007-2008)
- Desmadruga2 (2007-2012)... Gamborimbo, Varios personajes.
- Estrella2 (2012-2016)... Gamborimbo, Varios personajes.
- Doble Sentido (2016-2018)... Varios personajes.
- Mas Noche (2018-presente)... Varios personajes.